# C3-Bibliothek für Entwicklungspolitik
Die C3-Bibliothek für Entwicklungspolitik ist eine öffentlich zugängliche wissenschaftliche und pädagogische Fachbibliothek zu den Themen Internationale Entwicklung, Frauen, Gender und Globales Lernen im C3 – Centrum für Internationale Entwicklung in Wien. Sie wurde 2009 von den drei Trägerorganisationen Österreichische Forschungsstiftung für Internationale Entwicklung, BAOBAB und Frauen*solidarität gegründet.

## Themen
- Internationale und österreichische Entwicklungspolitik und Entwicklungszusammenarbeit
- Aktuelle Entwicklungen in Ländern des Globalen Südens
- Entwicklungs- und gesellschaftspolitisch relevante Themen wie Globalisierung, Migration, Klima, Umwelt, Bildung, Arbeits- und Menschenrechte
- Globales Lernen / Global Citizenship Education / Bildung für Nachhaltige Entwicklung, (entwicklungs-)politische Bildung, Diversity Education, Umweltbildung, Soziales Lernen, Friedens- und Menschenrechtserziehung
- Mehrsprachigkeit, Deutsch als Zweitsprache
- Internationale feministische Theorien, globale Frauen*rechte, Women in Development bzw. Gender and Development
- Internationale und transnationale Frauen*- und LGBTIQ-Bewegungen
- Sonderbestand „Lateinamerika“ aus den Beständen der ehemaligen Bibliothek des Österreichischen Lateinamerika-Instituts zu Wirtschaft, Politik, Geschichte, Gesellschaft und Ökologie Lateinamerikas
- Sonderbestand „Missio“ zum Schwerpunkt Theologie und Entwicklung[2]

## Bestand
Der Bestand umfasst über 70.000 gedruckte Bücher und Broschüren, ca. 30.000 E-Books, 100 aktuelle Printzeitschriften, ca. 600 E-Journals, einen Archivbestand von ca. 1.000 Zeitschriftentiteln sowie 5.000 didaktische Medien und über 1000 Filme. Im Detail finden sich folgende Medien im Bestand:
- Wissenschaftliche Literatur, Berichte, Plakate, Broschüren und Materialien nationaler und internationaler Organisationen und NGOs
- Internationale entwicklungspolitische und feministische Zeitschriften (wissenschaftliche Journale, Magazine, Informationsblätter)
- Didaktische Medien und Spiele
- Österreichische Hochschulschriften
- Spiel- und Dokumentarfilme, CDs
- Belletristik
- Kinder- und Jugendliteratur
- Tages- und Wochenzeitungen[2]

## Benutzung und Services
Die Nutzung der Bibliothek vor Ort ist kostenlos. Der Großteil der Medien kann entlehnt werden, dafür ist ein kostenpflichtiger Entlehnausweis notwendig. Weitere Angebote sind inhaltliche Beratungen, Bibliotheksführungen, Rechercheschulungen und Workshops, Arbeits- und Rechercheplätze, zwei Gruppenarbeitsräume sowie thematisch relevante Veranstaltungen. Für Schüler und Schülerinnen sowie Lehrkräfte gibt es Hilfestellungen im Bereich des vorwissenschaftlichen Arbeitens.

## Belege
1. ↑  C3 – Bibliothek für Entwicklungspolitik - Über uns. Abgerufen am 25. Juni 2019.
2. 1 2  C3 – Bibliothek für Entwicklungspolitik - Themen und Medien. Abgerufen am 25. Juni 2019.
3. ↑  C3 – Bibliothek für Entwicklungspolitik - Entlehnung. Abgerufen am 25. Juni 2019.
4. ↑  C3 – Bibliothek für Entwicklungspolitik - Unser Service. Abgerufen am 25. Juni 2019.
5. ↑  C3 – Bibliothek für Entwicklungspolitik - Vorwissenschaftliches Arbeiten im C3. Abgerufen am 25. Juni 2019.